# 에누구주

에누구주의 위치

에누구주(영어: Enugu State)는 나이지리아의 남동부에 있는 주로, 주도는 에누구이다. 면적은 7,161km2이며, 인구는 5,590,513명(2005년)이다. 1991년 8월 27일 아남브라주에서 분리되어 신설되었다. 남쪽으로는 아비아주와 이모주, 동쪽으로는 에보니주, 북동쪽으로는 베누에주, 북서쪽으로는 코기주, 서쪽으로는 아남브라주와 접한다.